# Knölpåk (drink)
Knölpåk är namnet på en drink bestående av mjölk, vodka och likör, döpt efter slagvapnet i fråga.
| Exempel 1 - 10 cl Vodka - 4 cl Baileys - 4 cl Kalhua - mjölk Serveras i ölglas med massor av is. | Exempel 2 - 3 cl Vodka - 1,5 cl Creme de Cacao - ett stänk Licor 43 - mjölk Häll ingredienserna i en shaker. Skaka och serveras i highballglas. |
| Referens:                                                                                        | Referens: |